# Blade Runner Black Out 2022
Pour plus de détails, voir Fiche technique et Distribution.
Blade Runner Black Out 2022 est un court métrage américain d'animation japonaise réalisé par Shin'ichirō Watanabe et animé par CygamesPictures, filiale appartenant au studio Cygames.
Chronologiquement , il se situe après le premier film et sert de préquelle au long métrage Blade Runner 2049 de Denis Villeneuve, aux côtés de 2036: Nexus Dawn et de 2048: Nowhere to Run.

## Synopsis
Trois ans après les évènements du film de 1982, la Tyrell Corporation fabrique un nouveau modèle de réplicants appelés "Nexus-8" possédant désormais une durée de vie équivalente à celle d'un humain. Ce rapprochement des humains provoque la colère de ces derniers qui décident de traquer les réplicants pour les tuer car ils sont vus comme une menace pour l'humanité.
L'histoire montre l'une de ces réplicantes, Trixie qui se trouve menacée par un groupe d'humains et est sauvée par un de ses congénères, Iggy. Ce dernier la recrute pour son plan qui consiste à faire exploser une tête nucléaire au-dessus de Los Angeles. Cette explosion crée une impulsion électromagnétique qui efface les données de la Tyrell Corporation concernant les réplicants enregistrés et mène à l'interdiction de fabriquer de nouveaux humains de synthèse et à la traque des anciens réplicants en circulation. Le black out entrainant la faillite de la Tyrell Corporation, cette dernière est reprise par la Wallace Corporation qui redémarre la production d'un nouveau modèle une décennie plus tard.

## Voix originales anglaises
- Jovan Jackson : Iggy Cygnus
- Luci Christian (en) : Trixie
- Bryson Baugus (en) : Ren
- Edward James Olmos : Gaff